# Николаевское сельское поселение (Вейделевский район)
Никола́евское се́льское поселе́ние — муниципальное образование в составе Вейделевского района Белгородской области Российской Федерации.
Административный центр — село Николаевка.

## История
Николаевское сельское поселение образовано 20 декабря 2004 года в соответствии с Законом Белгородской области № 159.

## Население
| 2010  | 2011  | 2012  | 2013  | 2014  | 2015  | 2016  | 2017  | 2018  |
| ----- | ----- | ----- | ----- | ----- | ----- | ----- | ----- | ----- |
| 1862  | ↘1850 | ↘1777 | ↘1744 | ↘1715 | ↘1705 | ↘1672 | ↘1622 | ↘1594 |
| 2019  | 2020  | 2021  |       |       |       |       |       |       |
| ↘1562 | ↘1534 | ↗1644 |       |       |       |       |       |       |

## Состав сельского поселения
| № | Населённый пункт | Тип населённого пункта       | Население |
| - | ---------------- | ---------------------------- | --------- |
| 1 | Ковалев          | хутор                        | ↘89       |
| 2 | Николаевка       | село, административный центр | ↘1000     |
| 3 | Ногин            | хутор                        | ↘184      |
| 4 | Попасный         | хутор                        | ↘203      |
| 5 | Ровны            | село                         | ↘356      |
| 6 | Становое         | хутор                        | ↘28       |
| 7 | Ясенов           | хутор                        | →2        |